# Чажаши
Чажаши (груз. ჩაჟაში) је село у општини Месија, у регији Мегрелија-Горња Сванетија, Грузија. Налази се у јужном подножју планине Велики Кавказ у горњем току реке Енгури, на надморској висини до 2.160 метара. Село је део историјског региона Сванети и централни део општине Ушгули. Средњовековно утврђење овог села налази се у регистру Унеска од 1996. године, као светска баштина, у оквиру Сванети региона.

## Географске одлике
Чажаши је главно од четири насеља општине Ушгули и једно од највиших насељених места у Европи. Село се налази на ушћу река Енгури и Шавскала.

## Културна баштина
У селу Чажаши налазе се десетине објеката из средњовековних и раних модерних периода историје Грузије. У селу се налази 13 добро очуваних сванетских кула, која имају од три до пет спратова, конструкције породичних кућа и четири средњовековна двора, укључујући и Тамарин замак, који је по веровању користила грузијска краљица Тамара, као летњу резиденцију. У оквиру села налазе се и две камене цркве и неколико помоћних зграда. Црква светог Ђорђа, датира из 10. века, а црква Светог Спаситеља из 11. или 12. века. Године 1987. оштећено је неколико објеката, када се снежна лавина обрушила у село.

## Популација
У селу Чазаши по попису из 2014. године, живело је 28 особа, а сви су се изјаснили као Свани.
| Популација | 2002. | 2014. |
| ---------- | ----- | ----- |
| Укупно     | 34    | 28    |

## Галерија
- Црква и торањ у селу
- Поглед на село
- Црква у селу
- Школа у селу